# Commonwealth Games Federation
La Commonwealth Games Federation (CGF), In italiano: Federazione dei Giochi del Commonwealth è una associazione internazionale, membro di SportAccord, che organizza, ogni quattro anni, la manifestazione multisportiva Giochi del Commonwealth.
Nel 2019 è stato annunciato che cambierà denominazione in Commonwealth Sport dal 2022.

## Missione
Per garantire l'organizzazione di successo e la celebrazione dei Giochi del Commonwealth e di promuovere al meglio gli interessi degli atleti che partecipano a loro e di contribuire allo sviluppo dello sport in tutto il Commonwealth.

## Presidenti
- 1930-1938: James Leigh-Wood[4]
- 1950-1966: Arthur Porritt
- 1970-1982: Alexander Ross
- 1986-1990: Peter Heatly
- 1994: Arnaldo de Oliveira Sales
- 1998-2011: Michael Fennell
- 2011-2015: Tunku Muda Serting Imran
- 2015-in carica: Louise Martin